# 日本路面電車列表
本條目列出日本國內營運的路面電車列表。另外本條目也記述曾經存在、建設中或計劃中的日本路面電車。有關其他國家與地區的路面電車列表，可參見路面電車與輕軌系統列表。

## 營業中的路面電車
以下為基於軌道法而營運的路面電車列表：
| 營運公司               | 路面電車系統名稱      | 所在地        | 開業年份 | 總長 (km) | 路線數目 | 運行系統數目 | 電車站 、車站數目 | 軌距 (mm) | 混合路权轨道 | 專用 軌道 | 直通至 鐵路線 | 備註                                                                  |
| ---------------------- | --------------------- | ------------- | -------- | --------- | -------- | ------------ | ----------------- | --------- | ------------ | --------- | ------------- | --------------------------------------------------------------------- |
| 札幌市交通事業振興公社 | 札幌市電              | 北海道        | 1918年   | 8.9       | 4        | 1            | 24                | 1,067     | 有           | 沒有      | 沒有          | 2020年3月前由札幌市交通局營運                                         |
| 函館市企業局交通部     | 函館市電              | 北海道        | 1913年   | 10.9      | 4        | 2            | 26                | 1,372     | 有           | 沒有      | 沒有          | 2011年3月前由函館市交通局營運                                         |
| 宇都宮輕軌             | 芳賀·宇都宮LRT        | 栃木縣        | 2023年   | 14.6      | 1        | 1            | 19                | 1,067     | 有           | 有        | 沒有          |                                                                       |
| 東京都交通局           | 都電                  | 東京都        | 1903年   | 12.2      | 1        | 1            | 30                | 1,372     | 有           | 有        | 沒有          |                                                                       |
| 東急電鐵               | 世田谷線              | 東京都        | 1925年   | 5.0       | 1        | 1            | 10                | 1,372     | 沒有         | 有        | 沒有          | 東急電鐵軌道線的開業年份為1907年                                      |
| 富山地方鐵道           | 富山軌道線            | 富山縣        | 1913年   | 8.7       | 7        | 6            | 29                | 1,067     | 有           | 沒有      | 有            |                                                                       |
| 富山地方鐵道           | 富山港線              | 富山縣        | 1913年   | 8.7       | 7        | 6            | 29                | 1,067     | 有           | 沒有      | 有            | 富山港線為鐵路線區間除外 在2020年2月前由富山輕軌營運                  |
| 萬葉線 (公司)          | 萬葉線 （高岡軌道線） | 富山縣        | 1948年   | 8.0       | 1        | 1            | 18                | 1,067     | 有           | 有        | 有            | 不包括鐵路線新湊港線 在2002年1月前由加越能鐵道營運                    |
| 豐橋鐵道               | 豐鐵市內線            | 愛知縣        | 1925年   | 5.4       | 1        | 2            | 14                | 1,067     | 有           | 沒有      | 沒有          |                                                                       |
| 福井鐵道               | 福武線                | 福井縣        | 1933年   | 3.4       | 1        | 1            | 6                 | 1,067     | 有           | 有        | 有            | 除了福武線鐵路線區間                                                  |
| 京阪電氣鐵道           | 大津線                | 滋賀縣 京都府 | 1912年   | 21.6      | 2        | 2            | 27                | 1,435     | 有           | 有        | 有            | 京阪電氣鐵道軌道線的開業年份為1910年 使用較小型的普通鐵路規格車輛行走 |
| 京福電氣鐵道           | 嵐電                  | 京都府        | 1910年   | 11.0      | 2        | 2            | 22                | 1,435     | 有           | 有        | 沒有          |                                                                       |
| 阪堺電氣軌道           | 阪堺電車              | 大阪府        | 1911年   | 18.3      | 2        | 2            | 40                | 1,435     | 有           | 有        | 沒有          |                                                                       |
| 岡山電氣軌道           | 岡電                  | 岡山縣        | 1912年   | 4.7       | 2        | 2            | 17                | 1,067     | 有           | 沒有      | 沒有          | 電車站數目包含臨時的京橋停留場                                        |
| 廣島電鐵               | 市內線                | 廣島縣        | 1912年   | 19.0      | 6        | 8            | 57                | 1,435     | 有           | 有        | 有            | 除了鐵路線宮島線外                                                    |
| 土佐電交通             | 土佐電交通            | 高知縣        | 1904年   | 25.3      | 3        | 2            | 76                | 1,067     | 有           | 有        | 沒有          | 2014年9月前由土佐電氣鐵道營運                                         |
| 伊予鐵道               | 松山市內線            | 愛媛縣        | 1911年   | 6.9       | 4        | 5            | 22                | 1,067     | 有           | 有        | 有            | 除有鐵路線城北線外                                                    |
| 長崎電氣軌道           | 長崎電氣軌道          | 長崎縣        | 1915年   | 11.5      | 5        | 5            | 38                | 1,435     | 有           | 有        | 沒有          |                                                                       |
| 熊本市交通局           | 熊本市電              | 熊本縣        | 1924年   | 12.1      | 5        | 2            | 35                | 1,435     | 有           | 有        | 沒有          |                                                                       |
| 鹿兒島市交通局         | 鹿兒島市電            | 鹿兒島縣      | 1912年   | 13.1      | 4        | 2            | 35                | 1,435     | 有           | 有        | 沒有          |                                                                       |

以下記述營業中的路線：
- 札幌市交通事業振興公社（日语：札幌市交通事業振興公社） - 一條線、山鼻西線、山鼻線、都心線（札幌市）
總稱「札幌市電」。實質上是環狀運輸，只有1個運輸系統，該系統正是行走一圈，當中包含內回和外回兩個方向。
曾經由札幌市交通局營運。在2020年4月起，該路線以上下分離方式（日语：上下分離方式）改變營運方式。路面電車的管理、設施維護和軌道運輸公司都是由札幌市交通事業振興公社負責。路線設施、車輛等的擁有者，以及路基、車輛維護者則由札幌市交通局負責。
- 函館市企業局交通部 - 本線、湯之川線、寶來·谷地頭線、大森線（函館市）
總稱「函館市電」。共有4條路線，實質上設有2系統和5系統2個運輸系統。
在2011年3月前由函館市交通局營運。
- 宇都宮輕軌 - 宇都宮芳賀輕軌線[2]（宇都宮市、芳賀郡芳賀町）
建基於地域公共交通之活性化及再生的相關法律，採用上下分離方式營運輕軌。當中，宇都宮市和芳賀町擁有輕軌設備，而實際營運者為宇都宮輕軌[3]。愛稱為「LIGHTLINE（ライトライン）[4][5]」。在旅客資訊上，除了使用公司名稱「宇都宮輕軌」外，還會使用「芳賀·宇都宮LRT[1]」這個名稱。
這是自1944年，川崎市交通局（川崎市電）開業以後[6]，在沒有公司合併或事業轉讓的情況下，再次設有新的路面電車營運商開展業務。另外，這是自1948年富山地方鐵道伏木線（現時: 萬葉線高岡軌道線）開業後，再次有新的城市中增設路面電車系統[7][* 14]。
- 東京都交通局 - 荒川線（東京都區部）
包含過去已廢除的路線，均總稱「都電」。大部分都是專用軌道。
- 東急電鐵 - 世田谷線（東京都區部）
全線都是專用軌道。
- 富山地方鐵道 - 富山軌道線本線、支線、安野屋線、吳羽線、富山都心線、富山站南北接續線、富山港線（富山市）
除了富山港線外，各線統稱「富山軌道線」。所有路線中一共設有6個系統（1系統至6系統）。在2009年，富山都心線開業，在2020年2月22日，富山地方鐵道接管富山輕軌富山港線外。實際上以單一路線管理。當中，富山都心線是環狀區間，只有單程路軌。
富山都心線和富山駅南北接續線是以上下分離方式營運，路面電車的管理、設施維護和軌道運輸公司都是由富山地方鐵道負責。路線設施、車輛等的擁有者，以及路基、車輛維護者則由富山市負責。
- 萬葉線 - 高岡軌道線（高岡市、射水市）
包括鐵路線新湊港線在內，均統稱「萬葉線」。在加越能鐵道營運時，「萬葉線」只是愛稱，由第三部門鐵路公司移管時變為公司名稱和路線名稱。
2002年1月前由加越能鐵道營運。
- 豐橋鐵道 - 東田本線（豐橋市）
也被稱為「豐鐵市內線」。只有1個路線名稱，但實際上在中途的井原設有支線分支。跟據不同終點站設有2個系統。
- 福井鐵道 - 福武線（福井市）
在「福武線」中，鐵軌分界點以北為軌道線，該段為混合路權軌道。另外在福井城址大名町站設有支線分支。實際上鐵路線和軌道線會以一體化的方式營運。
- 京阪電氣鐵道 - 京津線、石山坂本線（京都市、大津市（混合路權軌道只有在大津市內））
總稱「大津線（日语：京阪大津線）」。京津線是日本唯一會駛入地下鐵的路面電車。使用全長64米的鐵路線車輛，而該車輛會駛入至京都市營地下鐵東西線。途中途經逢坂山隧道（日语：逢坂山トンネル）等隧道。
- 京福電氣鐵道 - 嵐山本線、北野線（京都市）
總稱「嵐電」。各路線各自設有線內折返的系統，因此共有2個系統。北野線全線為專用軌道。
- 阪堺電氣軌道 - 阪堺線、上町線（大阪市・堺市）
各路線的區間有相異之處。實際上設有天王寺站前停留場至濱寺站前停留場和惠美須町停留場至我孫子道停留場之間2個系統。
- 岡山電氣軌道 - 東山本線、清輝橋線（岡山市）
共有2個系統，分別是1系統和2系統。
- 廣島電鐵 - 本線、宇品線、江波線、白島線、皆實線、橫川線（廣島市）
總稱「市內線」。共有8個系統，分別為1號線至9號線（4為缺號）。
- 土佐電交通 - 伊野線、棧橋線、後免線（高知市、南國市、吾川郡伊野町）
設有2個系統，分號為行走在伊野線至後免線，以及只行走在棧橋線的系統。但是也有直通運輸班次行走在另一系統上。另外，土佐電交通為日本唯一會行往郡部的路面電車。
在2014年9月前由土佐電氣鐵道營運。
- 伊予鐵道 - 城南線、大手町線、花園線、本町線（松山市）
包含鐵路線在內的城北線，總稱為「松山市內線」。共有5個系統，分別為1系統至6系統（4為缺號）。當中，6系統只於平日行走。
- 長崎電氣軌道 - 本線、赤迫支線、櫻町支線、大浦支線、螢茶屋支線（長崎市）
共有5個系統，分別為1系統至5系統。長崎電氣軌道是日本唯一路面電車會通過建築物下方的隧道（西洋館隧道（日语：長崎西洋館））。
- 熊本市交通局 - 幹線、水前寺線、健軍線、上熊本線、田崎線（熊本市）
總稱「熊本市電」。雖然共有5條路線，實際上只有A系統、B系統2個系統。
- 鹿兒島市交通局 - 第一期線、第二期線、唐湊線、谷山線（鹿兒島市）
總稱「鹿兒島市電」。雖然共有4條路線，實際上只有1系統、2系統2個系統。

另外，除了部分路面電車路線外，就算該路面電車不是由市營營運也好，都會把路面電車簡稱「市電」。此外，在北海道與四國等，雖然鐵路線近年慢慢電氣化，但是在較少電氣化路線的地區或非電氣化列車作為主流的地區中，國鐵→JR（或由第三部門鐵道接管）的鐵路線，就算有由電力驅動的列車也好，仍然會稱為「汽車」，而長久以來已經電氣化的路面電車路線則會稱為「電車」。

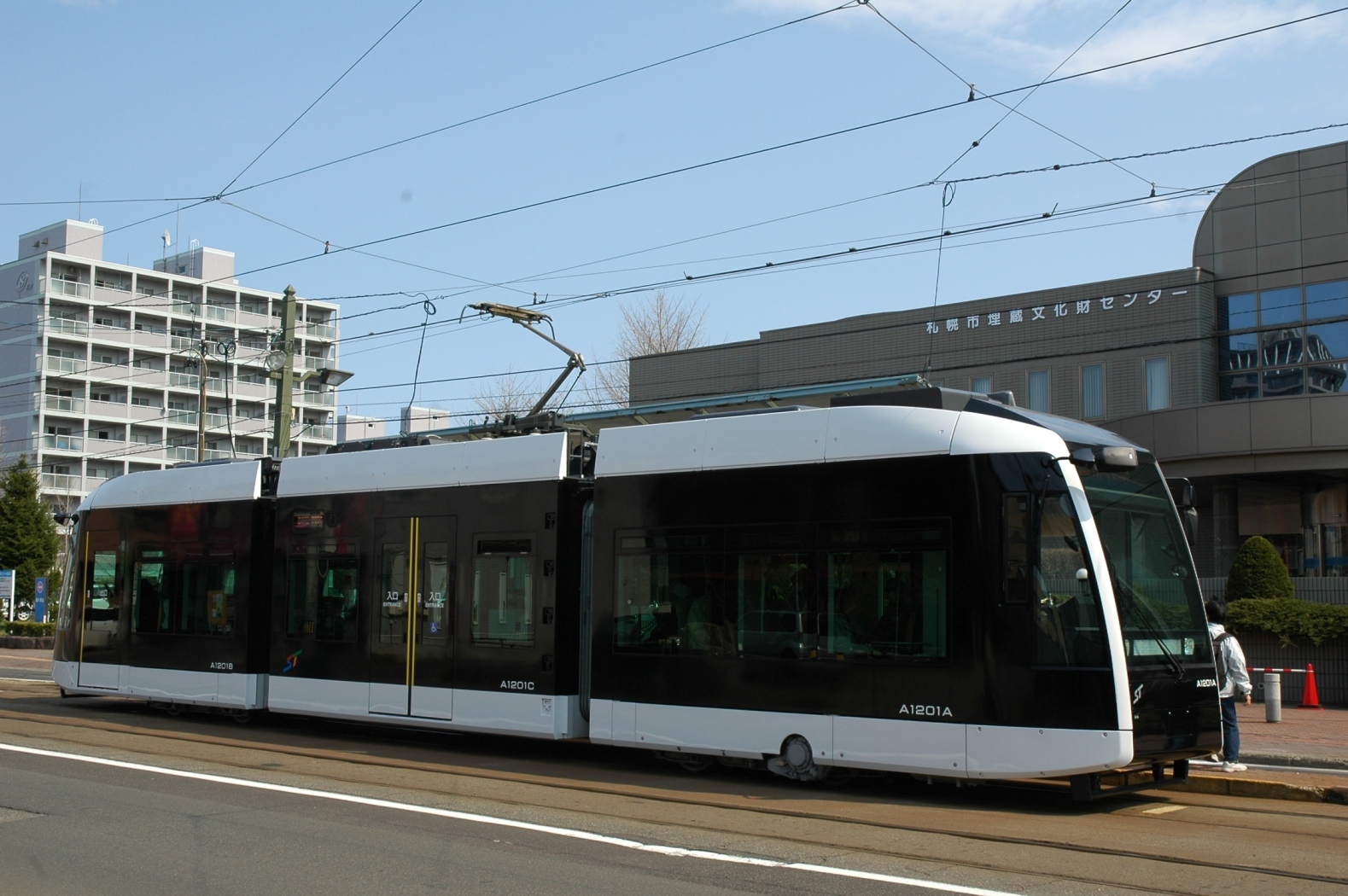
札幌市交通局（當時）
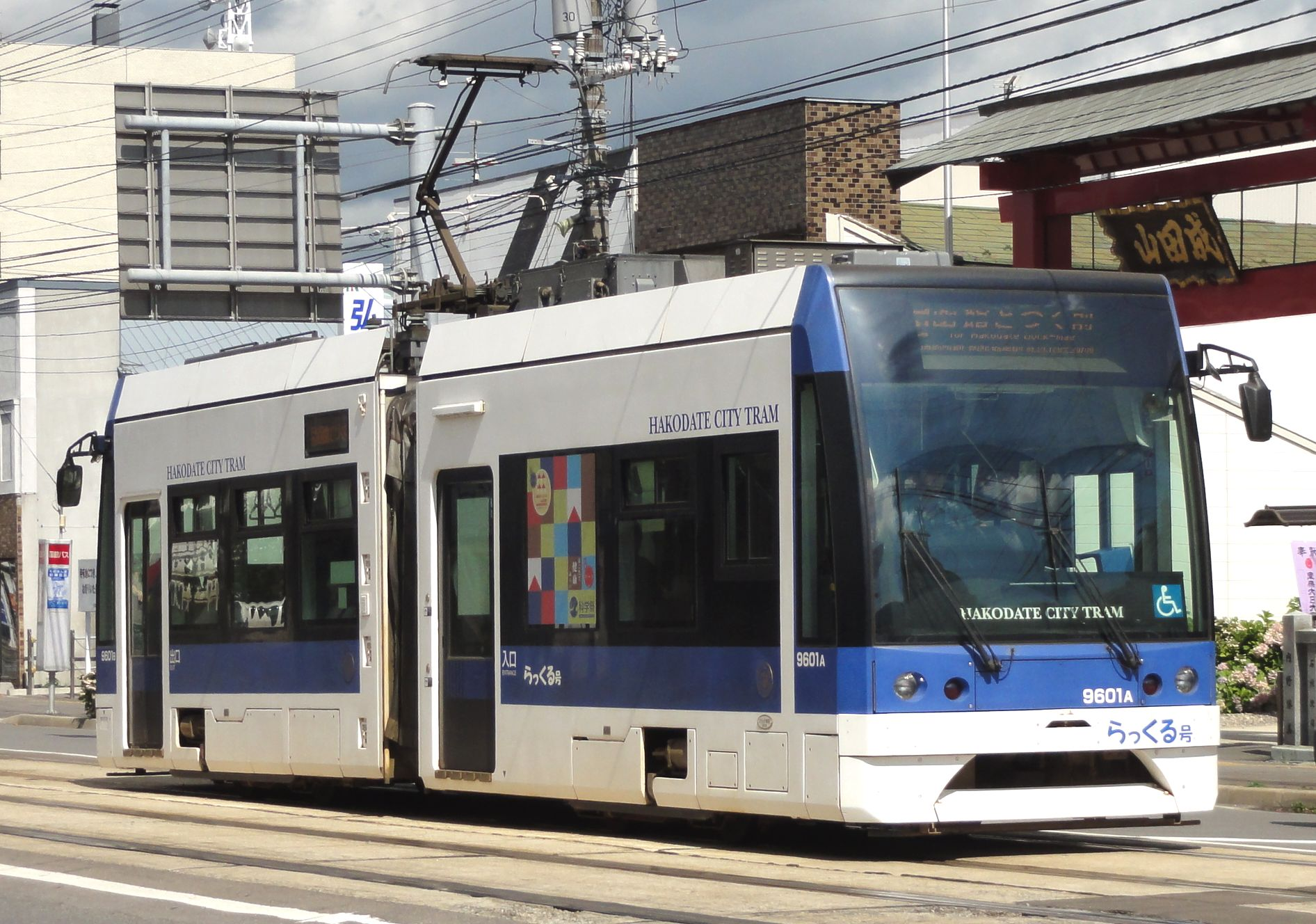
函館市企業局交通部
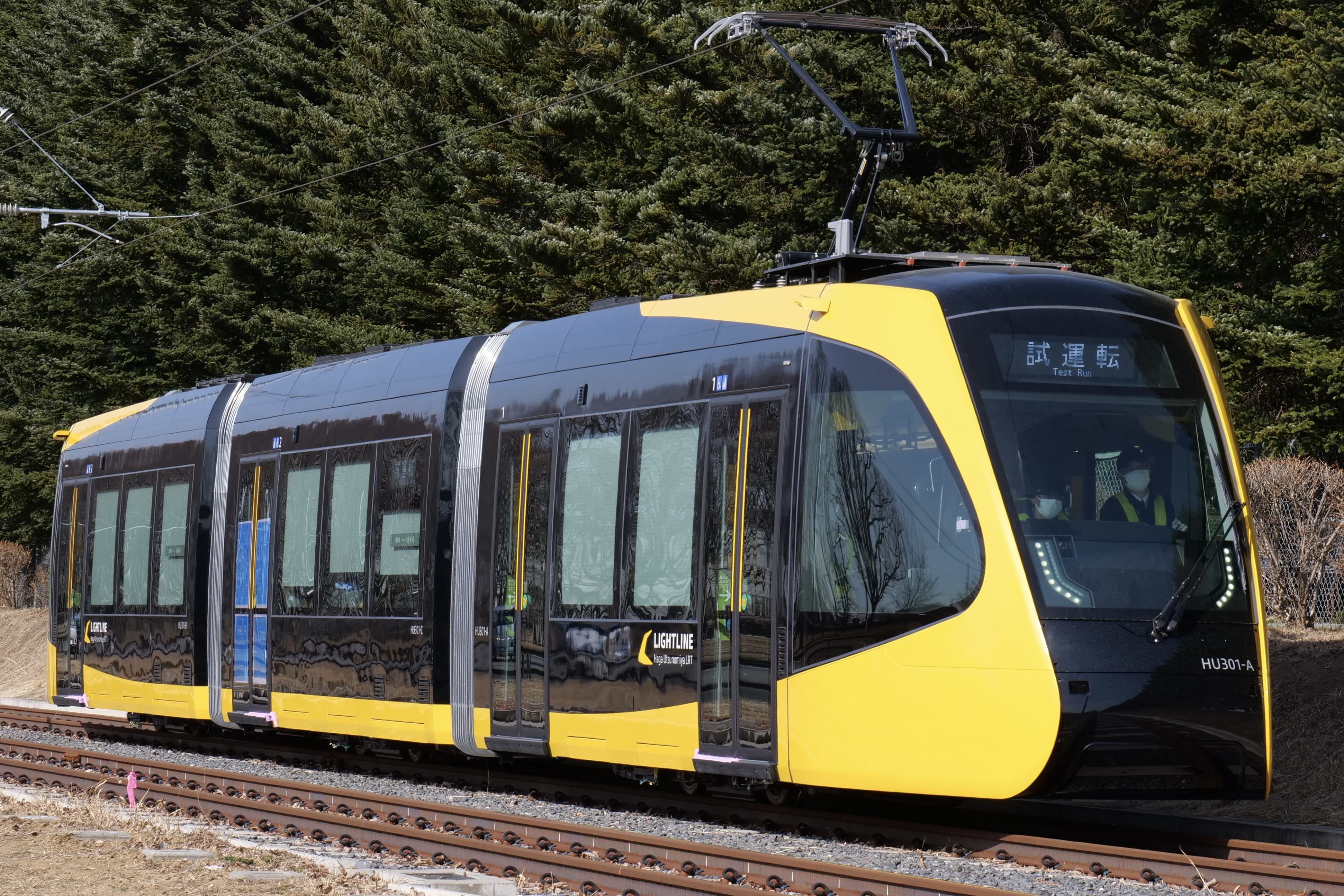
宇都宮輕軌
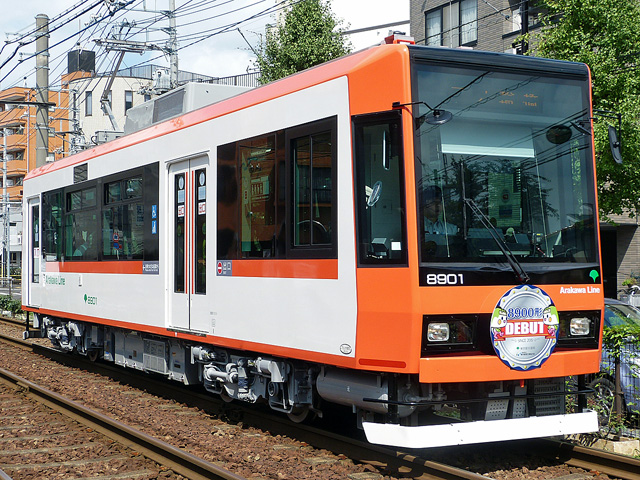
東京都交通局
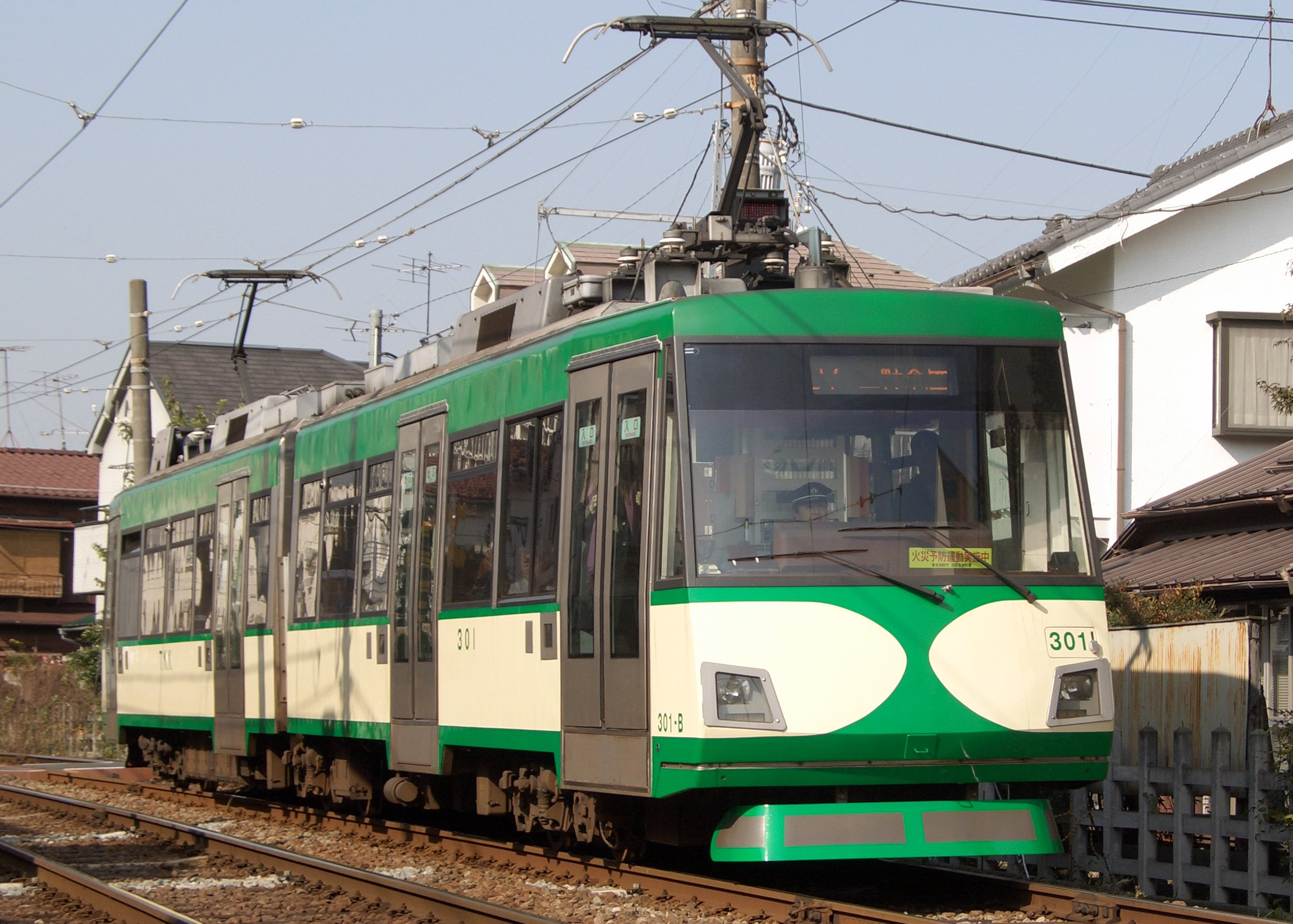
東急電鐵
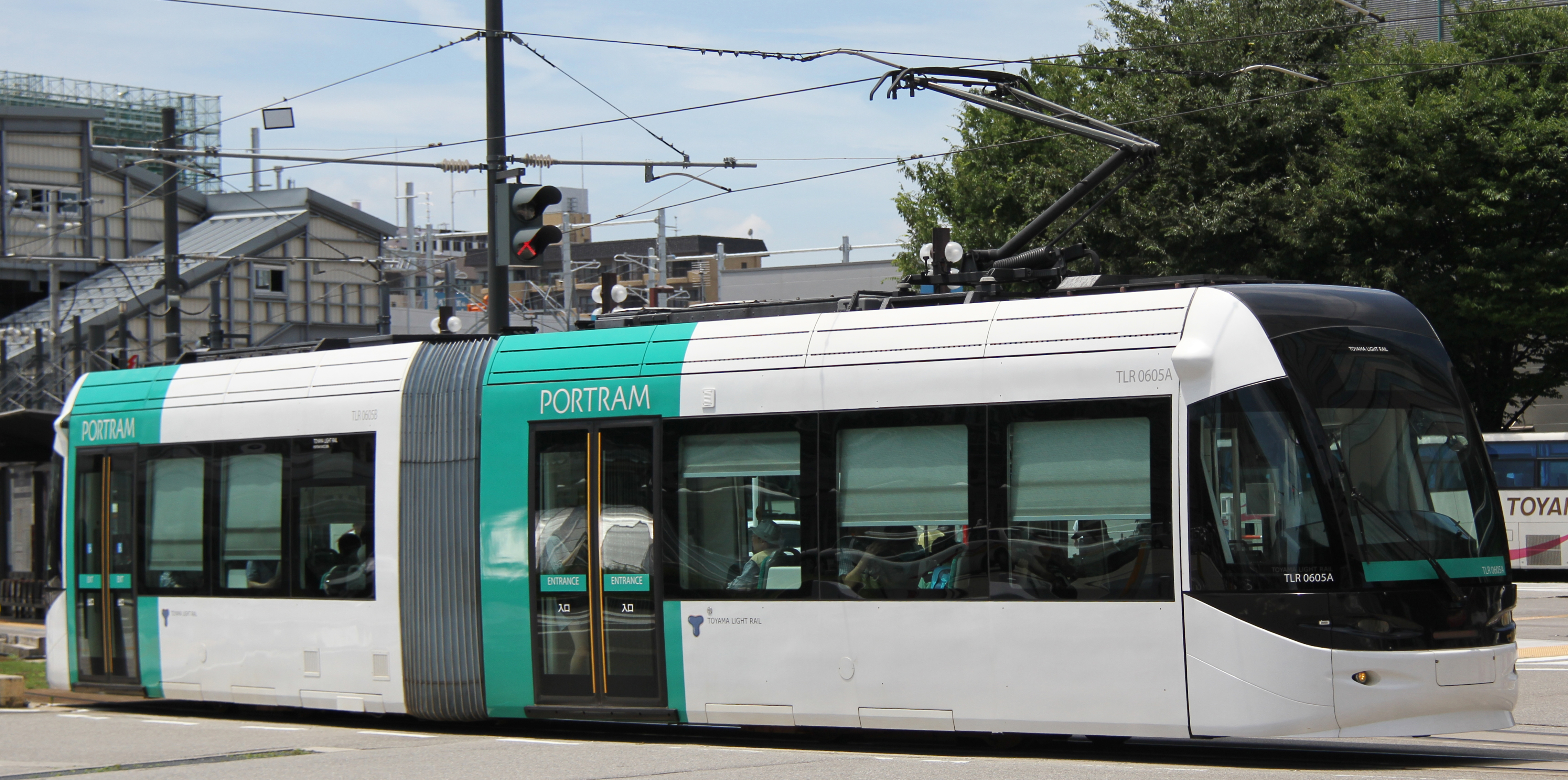
富山地方鐵道
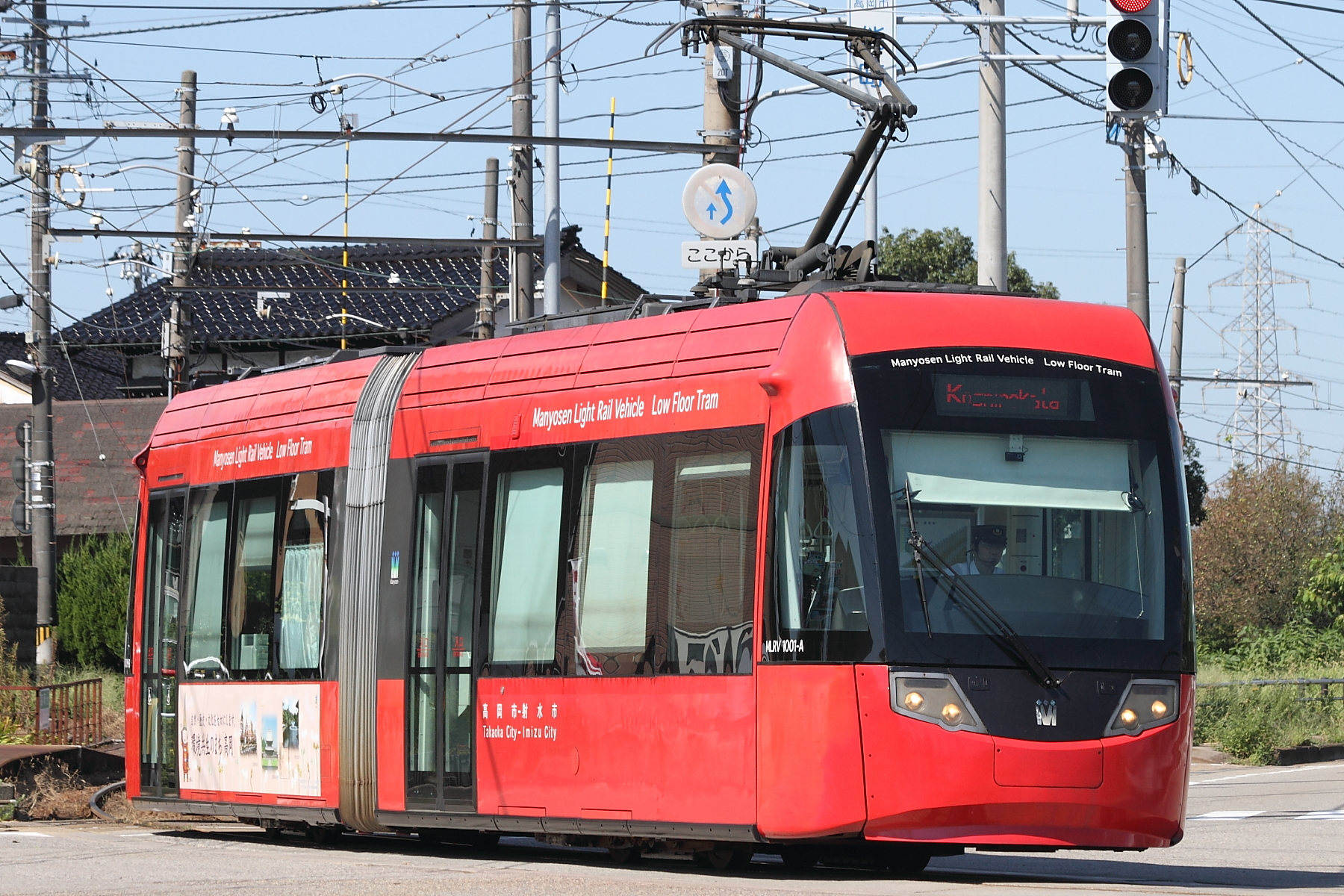
萬葉線
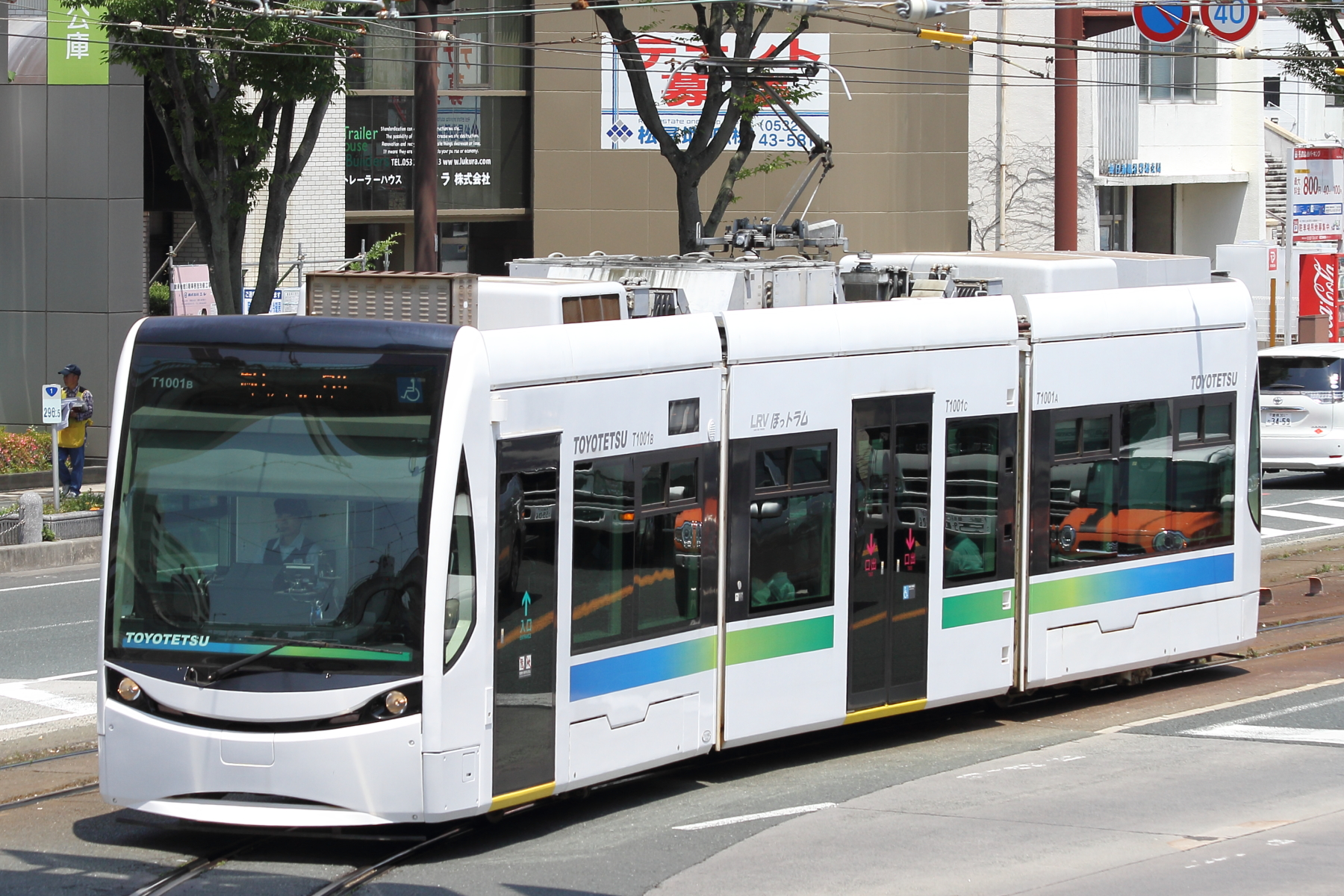
豐橋鐵道
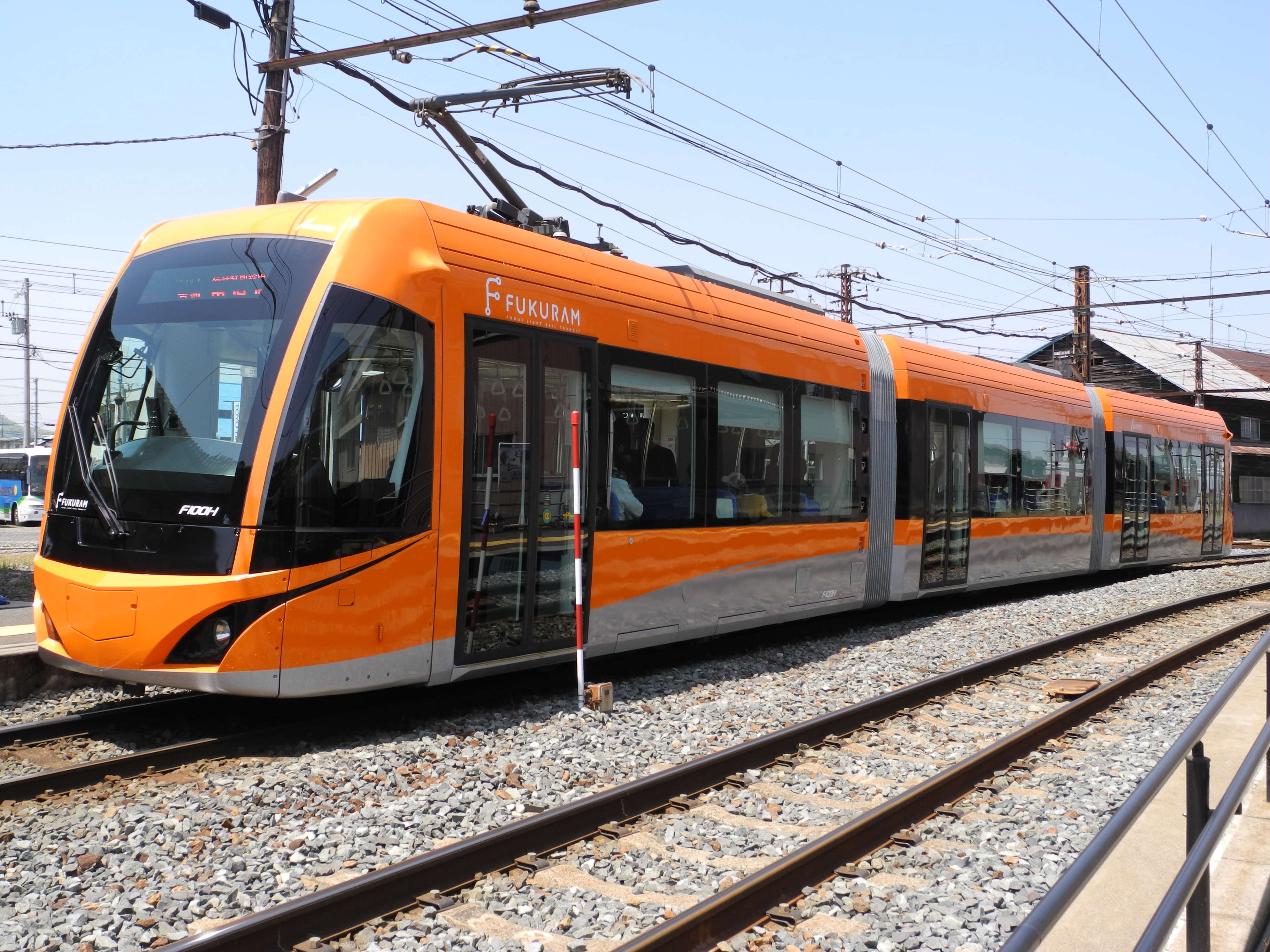
福井鐵道
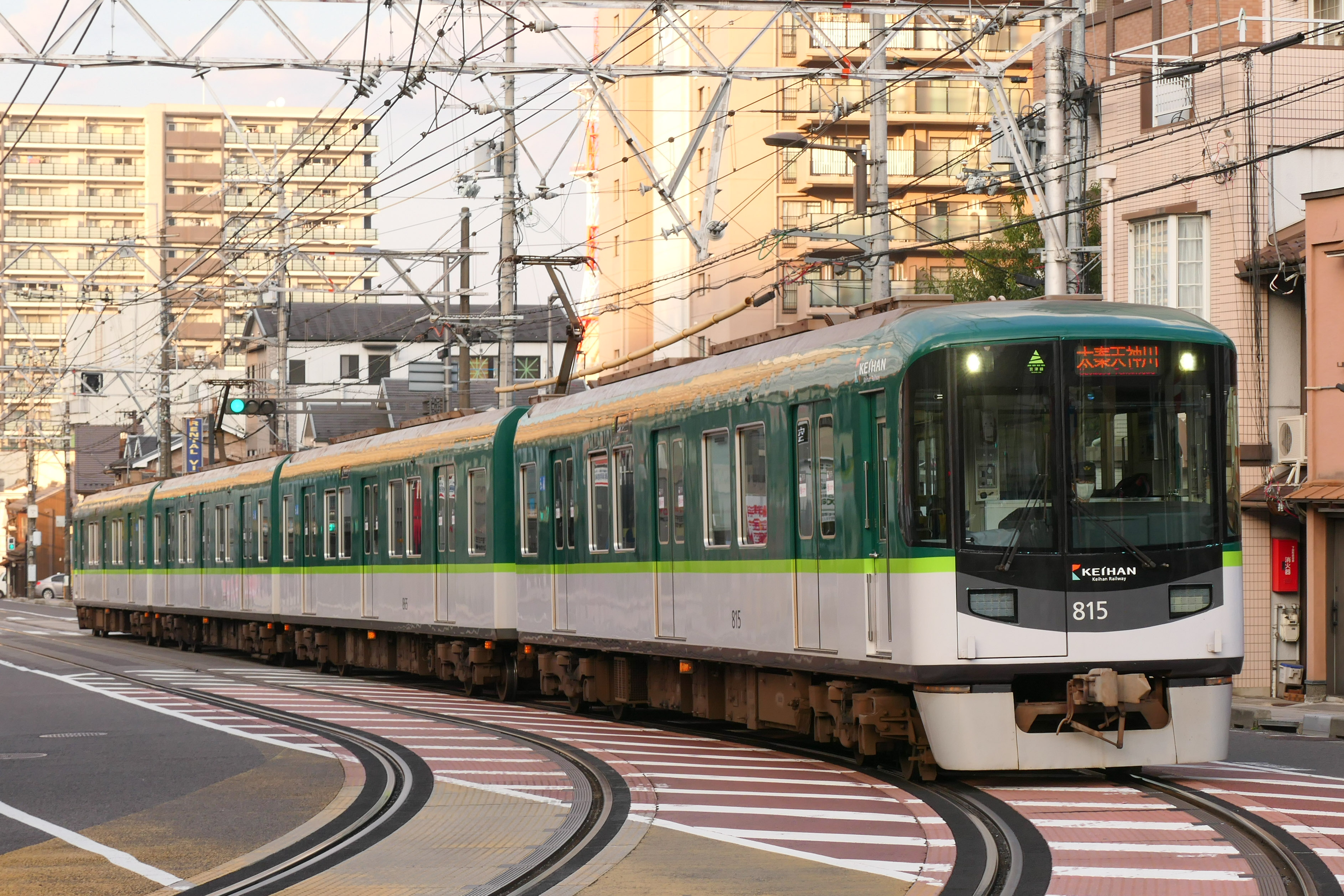
京阪電氣鐵道
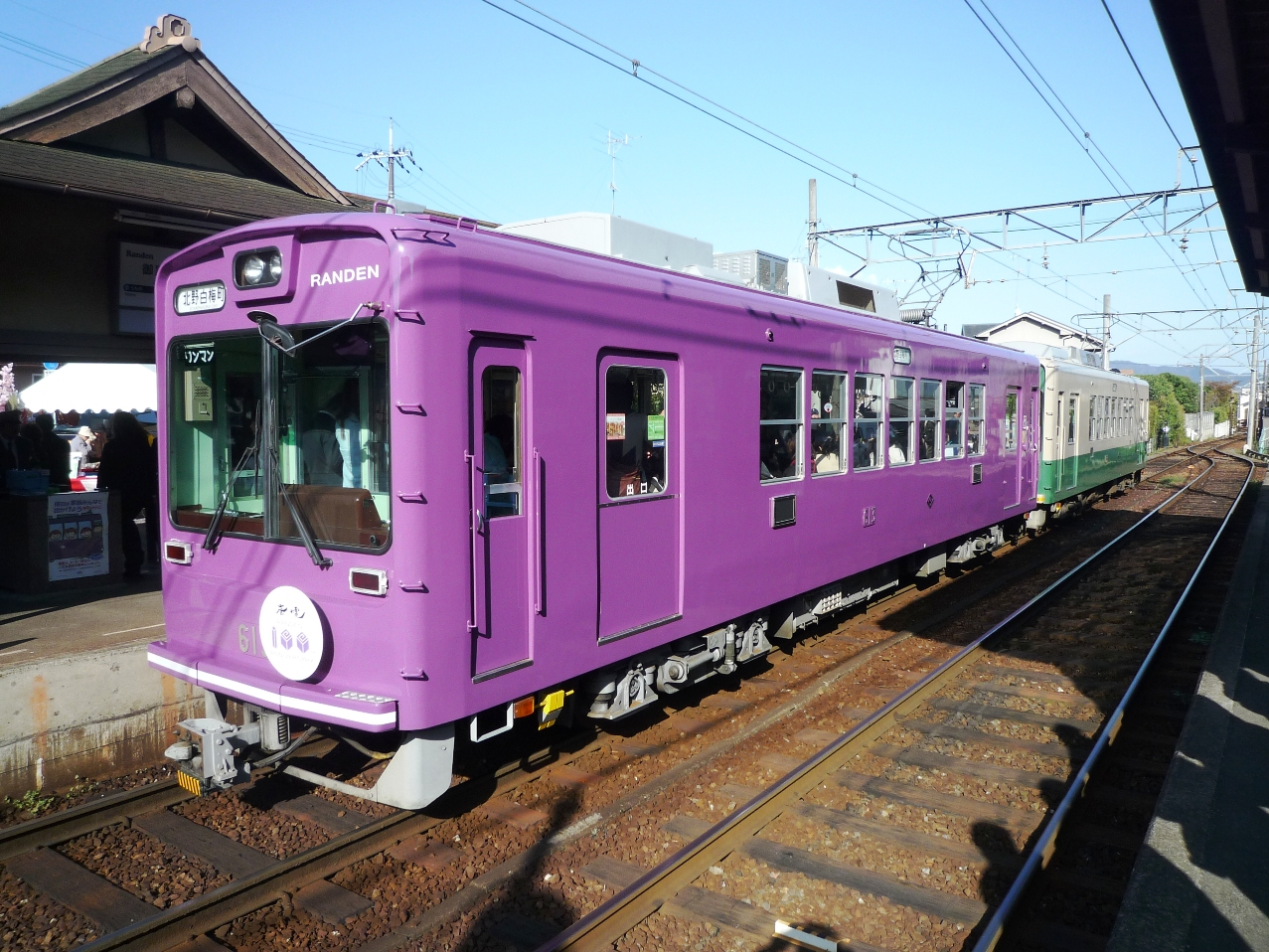
京福電氣鐵道
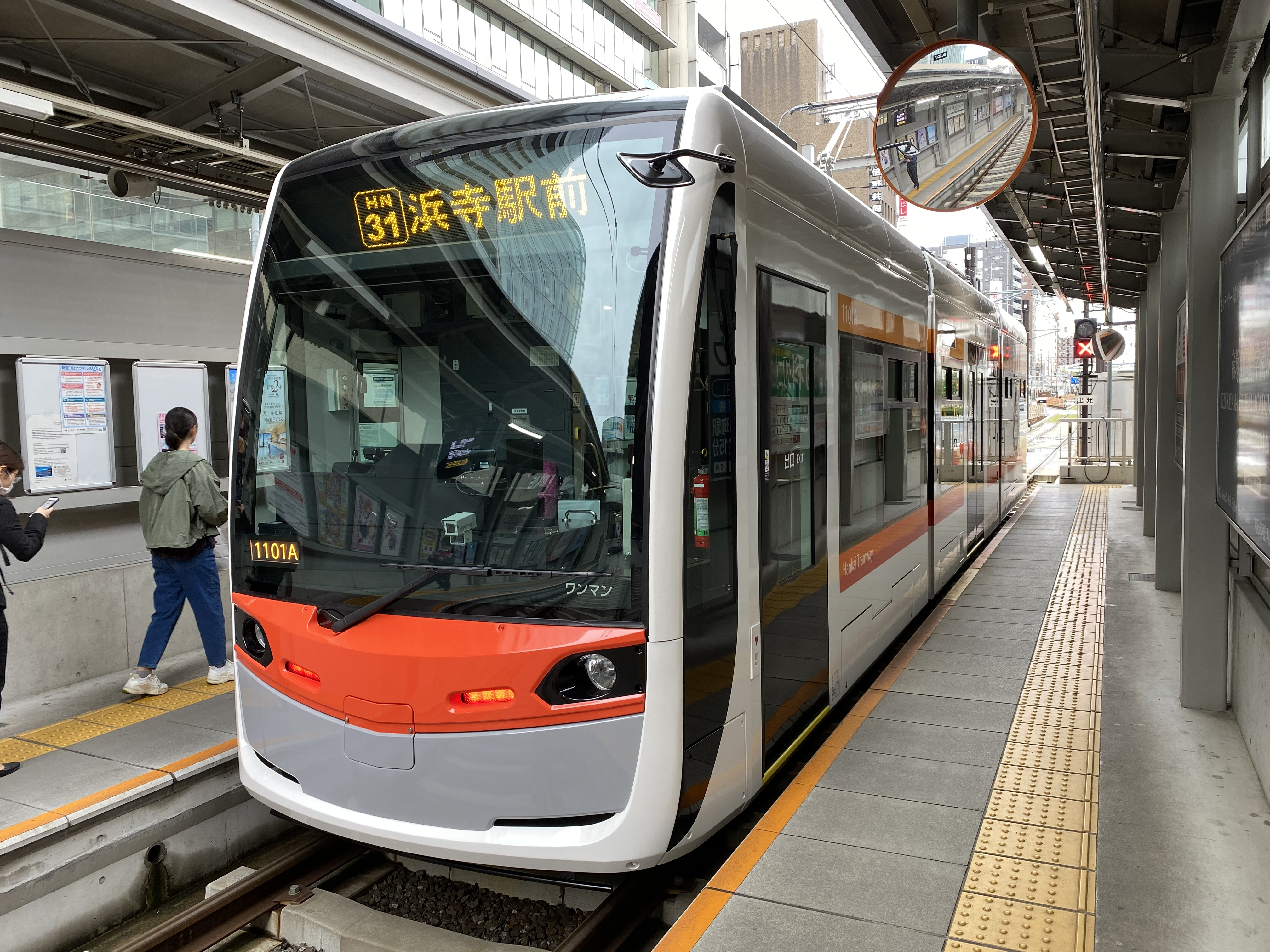
阪堺電氣軌道
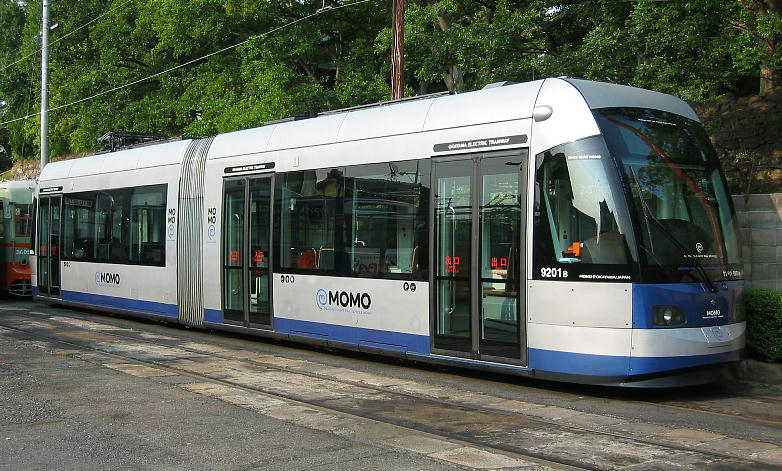
岡山電氣軌道
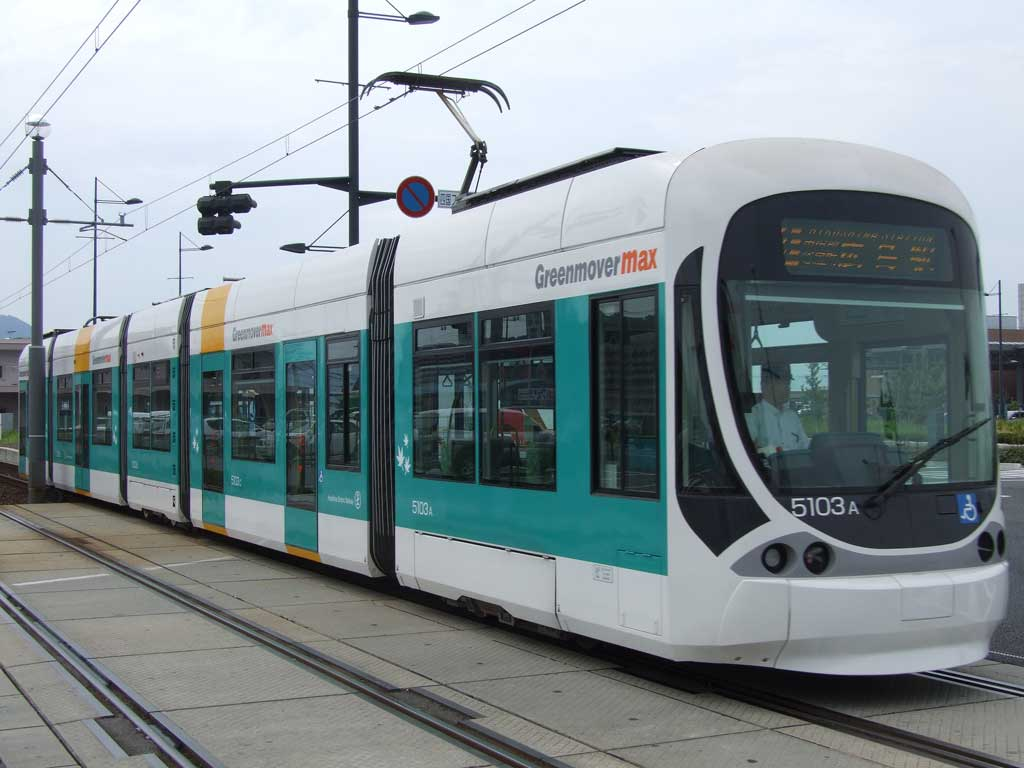
廣島電鐵
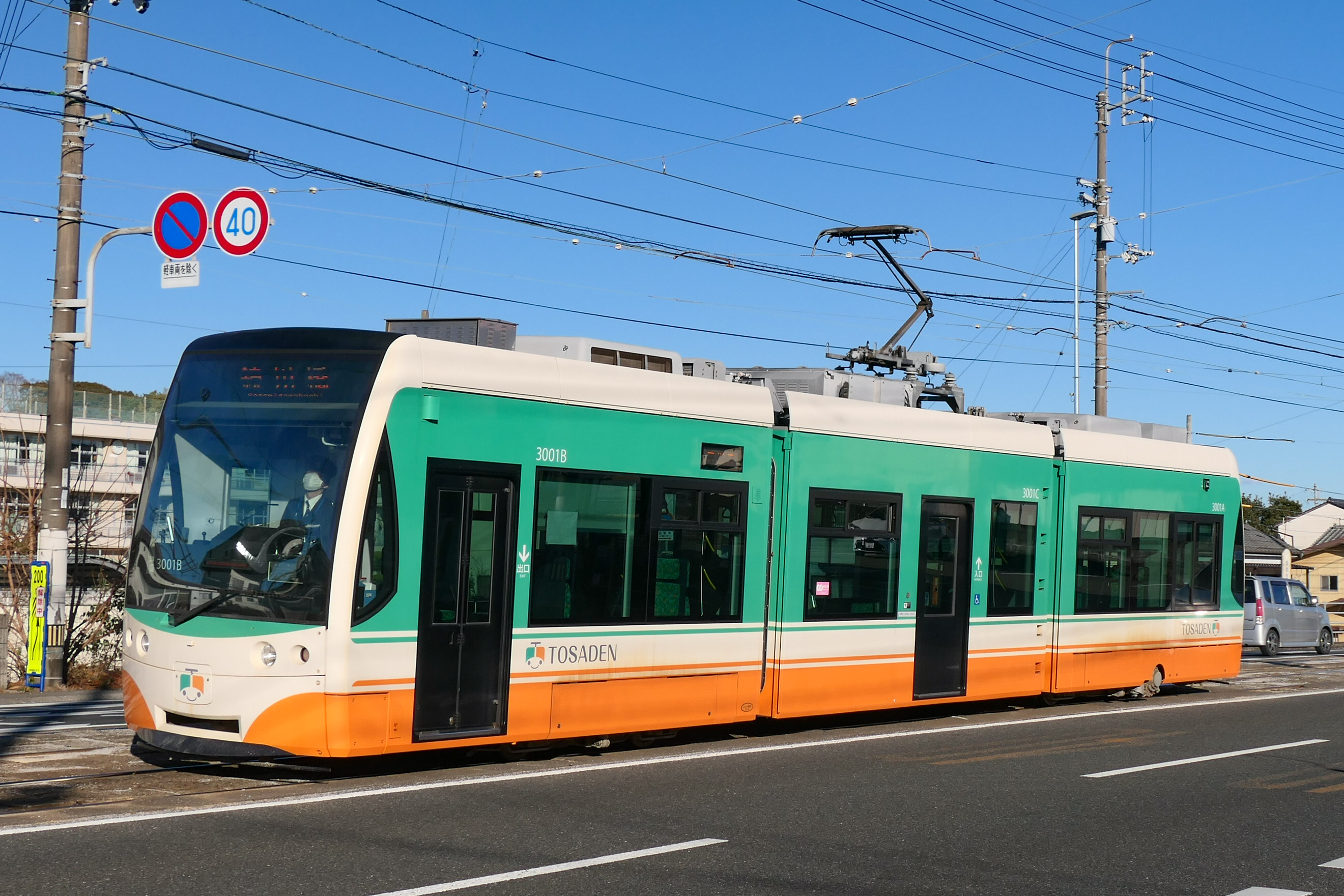
土佐電交通
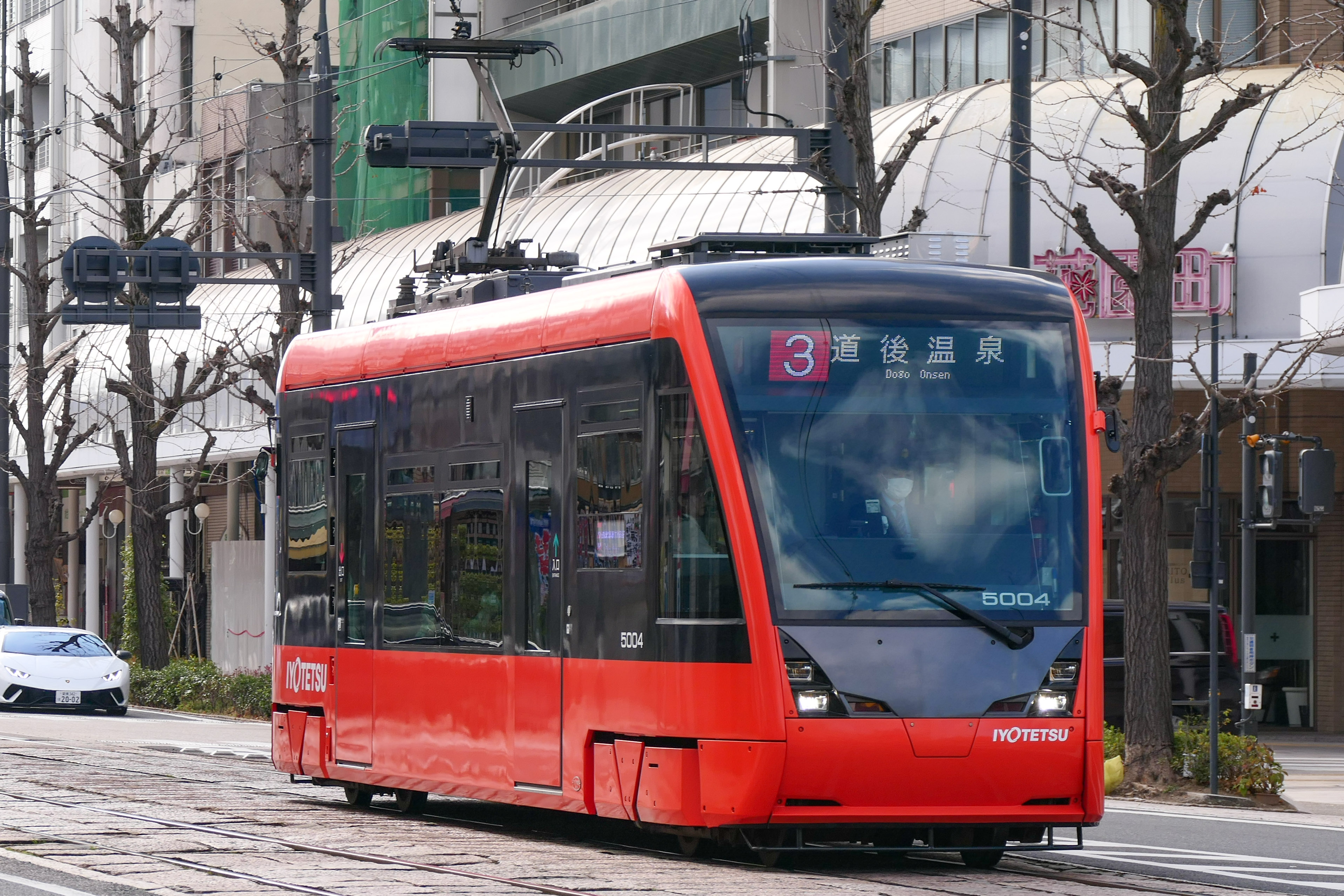
伊予鐵道
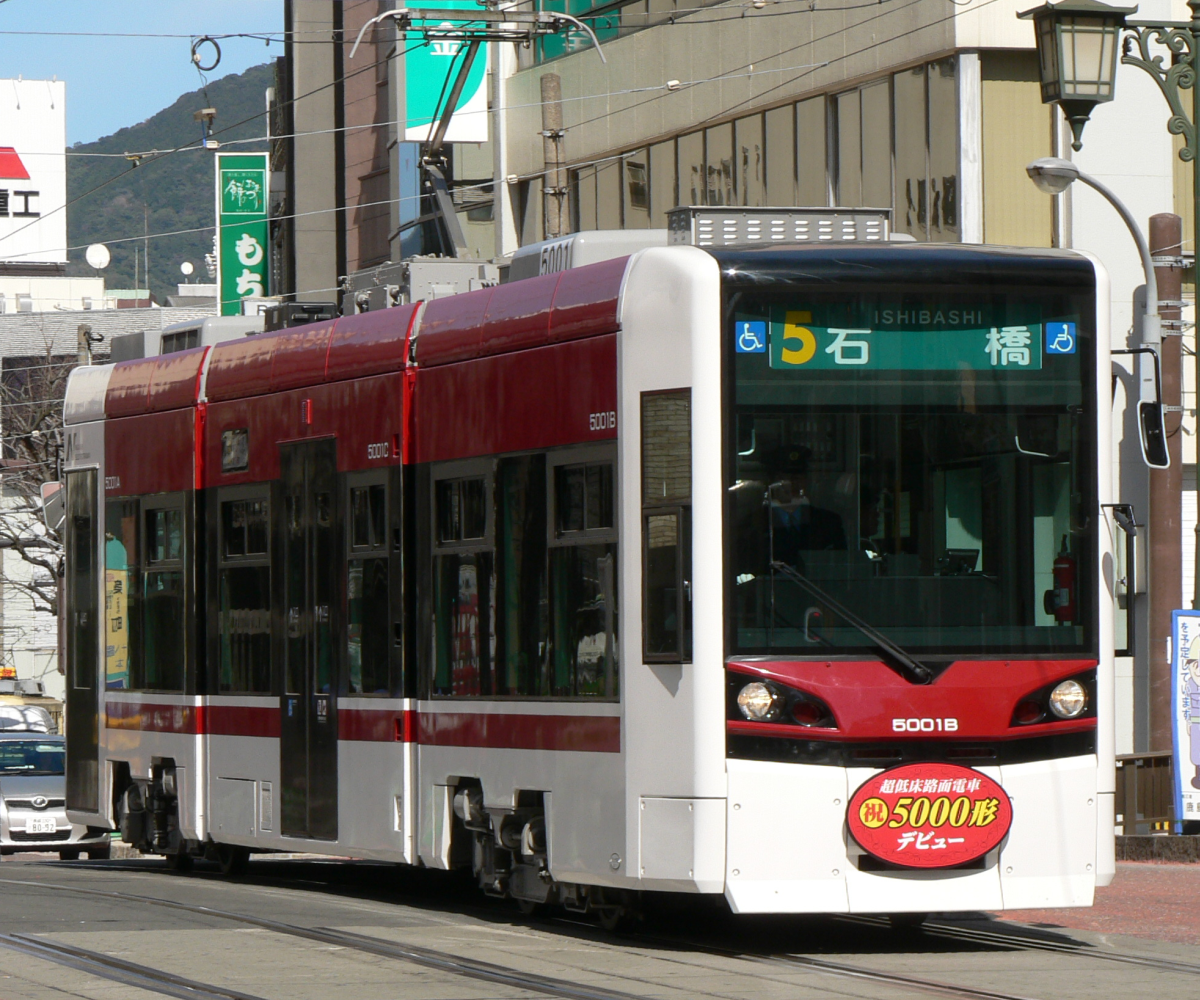
長崎電氣軌道
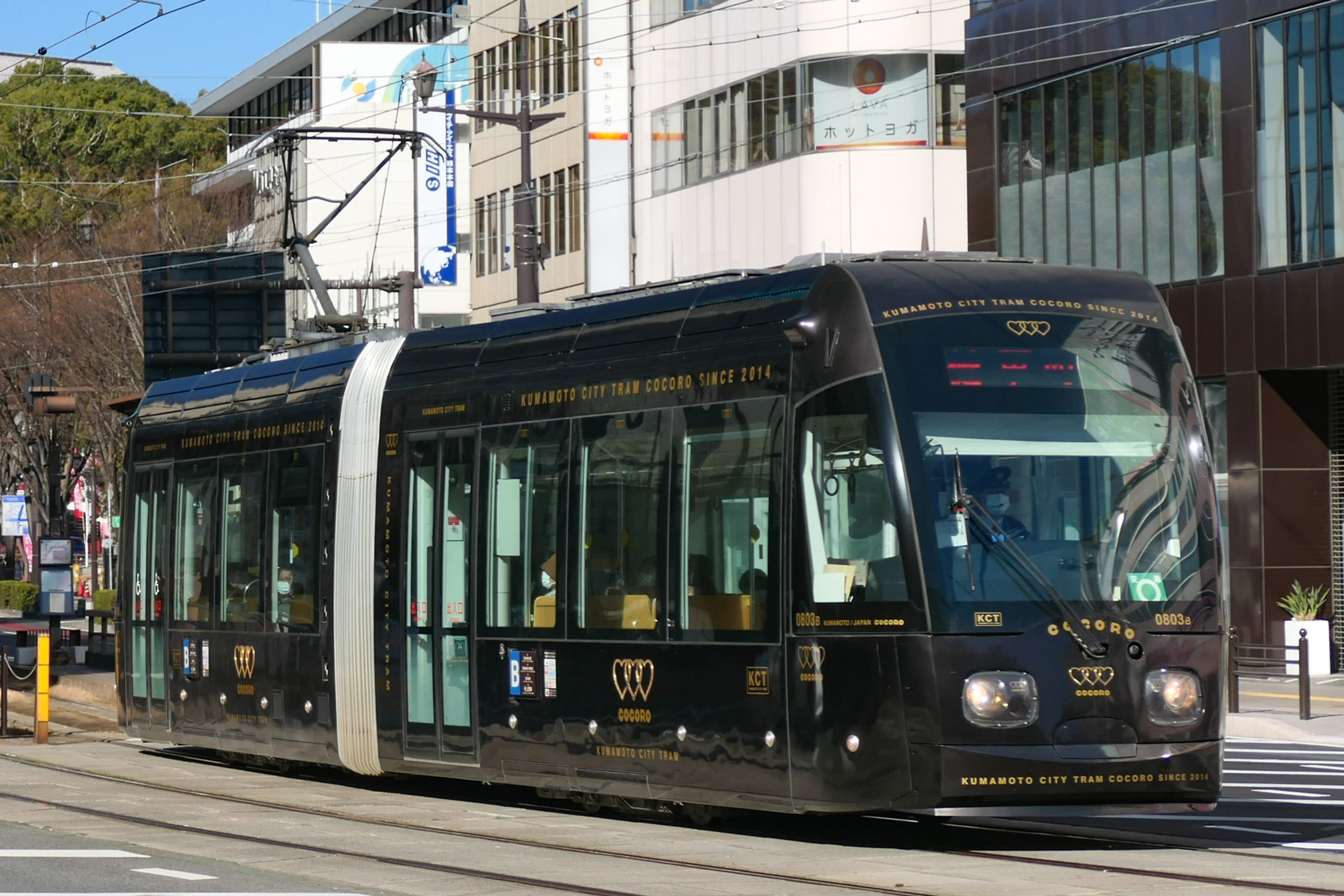
熊本市交通局
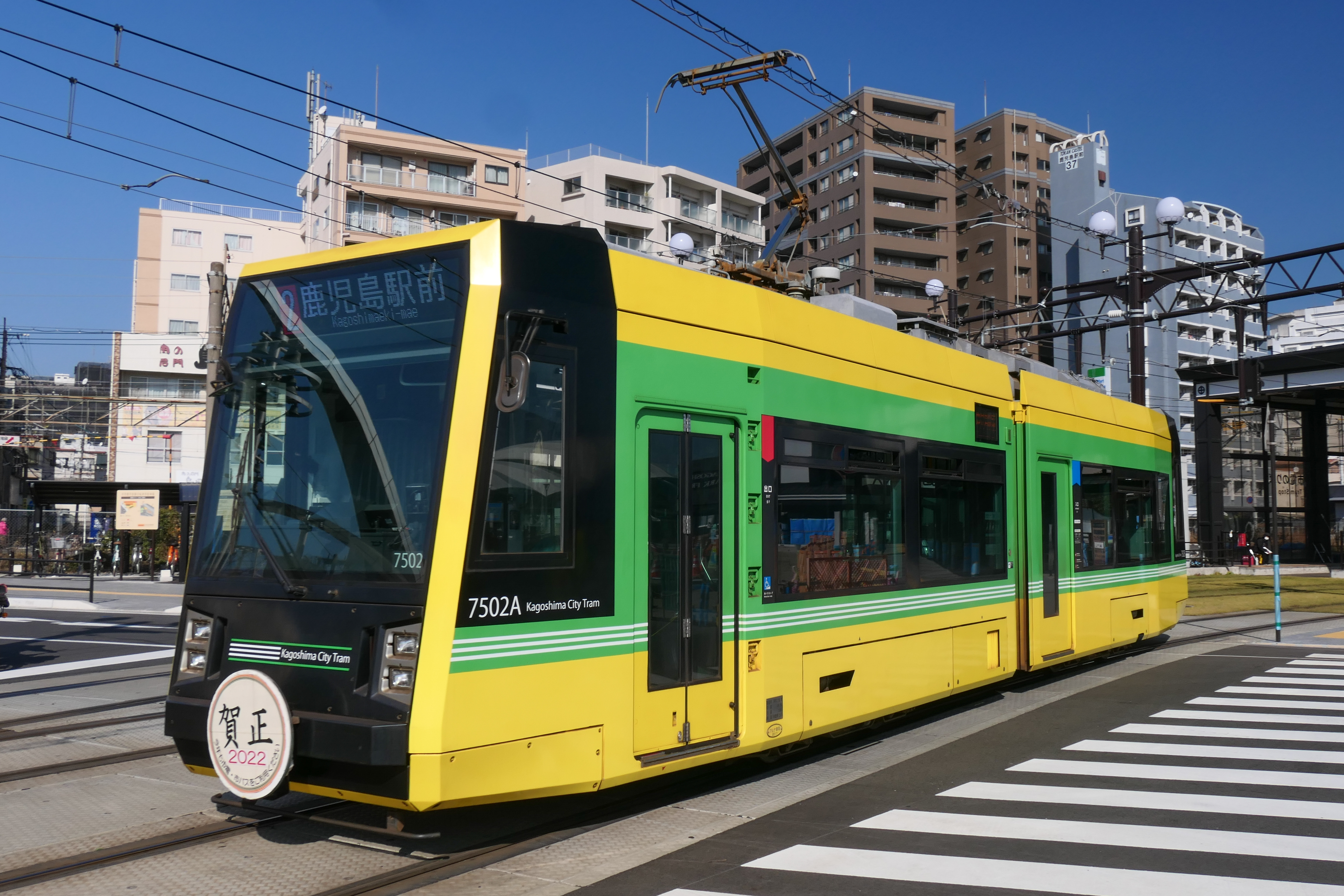
鹿兒島市交通局

## 與路面電車同樣形態的鐵路線
以下將會記述基於鐵道事業法營運的鐵路線，當中有使用路面電車車輛行走，或構造上設有混合路權軌道的區間。

### 路面電車直通鐵路線之路線
即轻轨-火车系统。在2001年國土交通省合併前，鐵路線由運輸省擔當，軌道線由建設省擔當，由於兩者由不同的部門管理，雖然路線在物理上是連接在一起，但是在鐵路線和軌道線的邊界需要明確定立，以便明確地由不同部門履行相關責任（該處可稱為鐵軌分界點）。即使現時雖然均由國土交通省管理，但是法律上，鐵道線由鐵道事業法，軌道線由軌道法規管，因此鐵路線和軌道線仍然需要分得清楚。在法律上，鐵路線和軌道線是在不同的領域下受到管轄。但是在實際營運上是以一體化營運，例如在運行車輛和結構上（使用混合路權軌道）都是使用相同規格。因此在乘客的層面上，不會意識到該運輸系統是分為鐵路線和軌道線。在合併至國土交通省後，國交省檢視了全球的輕軌系統，隨後把駛入至鐵路和軌道線系統的的門檻降低。
| 營運公司      | 系統名稱   | 所在地 | 開業年份 | 開始直通至 軌道線的年份 | 總長度 (km) | 路線 數目 | 電車站 、車站數目 | 軌距 (mm) | 混合路权轨道 | 專用 軌道 | 直通至 軌道線 | 備考 |
| ------------- | ---------- | ------ | -------- | ----------------------- | ----------- | --------- | ----------------- | --------- | ------------ | --------- | ------------- | --- |
| 富山地方鐵道  | 富山港線   | 富山縣 | 1924年   | 2006年                  | 6.5         | 3         | 11                | 1,067     | 沒有         | 有        | 有            | 富山港線軌道線區間除外 2020年2月前由富山輕軌營運                                                                          |
| 萬葉線 (公司) | 新湊港線   | 富山縣 | 1930年   | 1951年                  | 4.9         | 1         | 8                 | 1,067     | 沒有         | 有        | 有            | 高岡軌道線除外 2002年1月前由加越能鐵道營運                                                                                |
| 福井鐵道      | 福武線     | 福井縣 | 1924年   | 1933年                  | 18.1        | 1         | 19                | 1,067     | 沒有         | 有        | 有            | 福武線的軌道線區間除外 |
| 越前鐵道      | 三國蘆原線 | 福井縣 | 1928年   | 2016年                  | 6.0         | 1         | 6                 | 1,067     | 沒有         | 有        | 有            | 以普通鐵路規格建造，但是使用路面電車規格的車輛行駛 左邊的數據（包括路面電車車輛停靠的車站數目）是路面電車車輛直通運輸區間 |
| 廣島電鐵      | 宮島線     | 廣島縣 | 1922年   | 1958年                  | 16.1        | 1         | 22                | 1,435     | 沒有         | 有        | 有            | 市內線除外 車站數目包含臨時站宮島賽艇場站                                                                                 |
| 伊予鐵道      | 城北線     | 愛媛縣 | 1895年   | 1927年                  | 2.7         | 2         | 9                 | 1,067     | 沒有         | 有        | 有            | 城北線以外的松山市內線除外                                                                                                |

- 富山地方鐵道 - 富山港線（富山市）
奧田中學校前站至岩瀨濱站之間之區間是承繼西日本旅客鐵道（JR西日本）富山港線的鐵路線。而在該區間上行走的車輛都是會直通至軌道線的路面電車。
- 萬葉線 - 新湊港線（高岡市、射水市）
路面電車車輛會直通至高岡軌道線。
在2002年1月前由加越能鐵道營運。
- 福井鐵道、越前鐵道 - 福武線、三國蘆原線（越前市、鯖江市、福井市）
在上表提及的的鐵路線區間中，把部分車站的月台高降降低，以讓路面電車輛駛入該區間並停靠那些車站，這些路面電車會直通至軌道線。在2016年3月27日起，路面電車開始經田原町站直通運行至越前鐵道三國蘆原線鷲塚針原站[8]。
- 廣島電鐵 - 宮島線（廣島市、廿日市市）
路面電車車輛直通運行至本線。
- 伊予鐵道 - 城北線（松山市）
路面電車車輛直通運行至軌道線，軌道線與城北線總稱為「松山市內線」。

### 有混合路權軌道的鐵路線

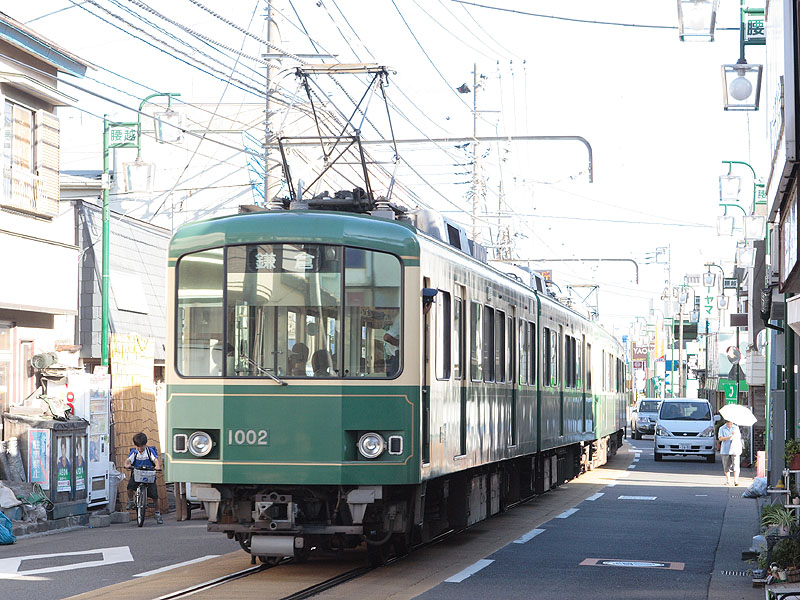
江之島電鐵 （混合路權軌道區間）
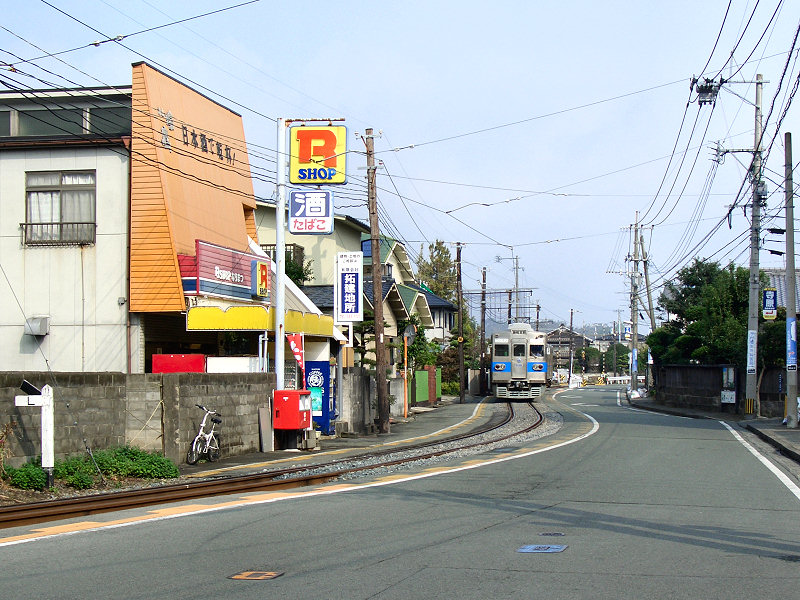
熊本電氣鐵道 （混合路權軌道區間）

現時大部分私鐵路線都以鐵道法和軌道法建造（參見後節）。在一些正式為鐵路線的私鐵路線中，在過去曾經設有混合路權軌道。例如近畿日本鐵道奈良線和名古屋鐵道的犬山橋等。但是，由於混合路權軌道會影響鐵路線不能執行高密度班次和高速運輸，因此這些路段的混合路權軌道被更換為專用軌道。而現時只剩下2間中小型鐵路公司還有這個情況。
| 營運公司     | 名稱         | 所在地   | 開業年份 | 轉為鐵路線 的年份 | 總長度 (km) | 電車站 、車站數目 | 軌距 (mm) | 混合路权轨道 | 專用 軌道 | 備註                       |
| ------------ | ------------ | -------- | -------- | ----------------- | ----------- | ----------------- | --------- | ------------ | --------- | -------------------------- |
| 江之島電鐵   | 江之島電鐵線 | 神奈川縣 | 1902年   | 1945年            | 10.0        | 15                | 1,067     | 有           | 有        | 使用較小型的鐵路車輛行走。 |
| 熊本電氣鐵道 | 藤崎線       | 熊本縣   | 1911年   | 1942年            | 2.3         | 3                 | 1,067     | 有           | 有        | 使用普通鐵道規格的車輛行走 |

- 江之島電鐵 - 江之島電鐵線（沒有路線名稱）（鎌倉市、藤澤市）
開業時為軌道線。在1945年11月27日起全線轉為鐵路線，腰越站至江之島站之間大部分路段都是混合路權軌道。另外在七里濱站附近和稻村崎站附近等3處有980米長的混合路權軌道。
- 熊本電氣鐵道 - 藤崎線（熊本市）
開業時為軌道線。在1942年5月1日起全線轉為鐵路線。現時黑髮町站至藤崎宮前站之間設有160米長的混合路權軌道。在路線上會有普通鐵路車輛（2卡編成共40米長）直通至菊池線。

- 江之島電鐵
（混合路權軌道區間）
- 熊本電氣鐵道
（混合路權軌道區間）

### 有路面電車車輛行走的鐵路線
隨著路面電車路線網廢除和縮小，以及從軌道線轉變為鐵路線，許多軌道線和鐵路線之間曾经的直通運輸情況被消滅。這樣一来，鐵路線的車輛統一以普通鐵路車輛規格行走。但是以下一個例子，仍然使用路面電車車輛行走于鐵路線。
| 營運公司     | 系統名稱       | 所在地 | 開業年份 | 結束直通至 軌道線年份 | 總長度 (km) | 電車站 、車站數目 | 軌距 (mm) | 混合路权轨道 | 專用 軌道 | 備註                       |
| ------------ | -------------- | ------ | -------- | --------------------- | ----------- | ----------------- | --------- | ------------ | --------- | -------------------------- |
| 筑豐電氣鐵道 | 筑豐電氣鐵道線 | 福岡縣 | 1914年   | 2000年                | 16.0        | 21                | 1,435     | 沒有         | 有        | 使用路面電車規格的車輛行走 |

- 筑豐電氣鐵道 - 筑豐電氣鐵道線（沒有路線名稱）（北九州市、中間市、直方市）
在1956年，熊西站至筑豐直方站之間的鐵路線開業。當時鐵路線與以軌道線建造的西鐵北九州線（日语：西鉄北九州線）設有直通運輸。在開業至1976年前還未擁有自家車輛，在這個時候都是借西鐵的路面電車車輛行走。在1976年起至2000年西鐵北九州線廢除前，兩間公司的路面電車會互相駛入筑豐電氣鐵道線和西鐵北九州線。在2000年，西鐵北九州線除了黑崎站前站至熊西站外，其餘區路均被許廢除，而黑崎站前站至熊西站之間變由筑豐電氣鐵道營運。同時，該區間由軌道線轉換為鐵路線[* 25]。自此，雖然現時全線為鐵道線，在鐵路線上行走的車輛都是路面電車，而沿線的十字路口名稱與巴士站名稱方面，其命名仍然使用西鐵北九州線時代的「電停」[* 26]，仍然保留了路面電車的風格。

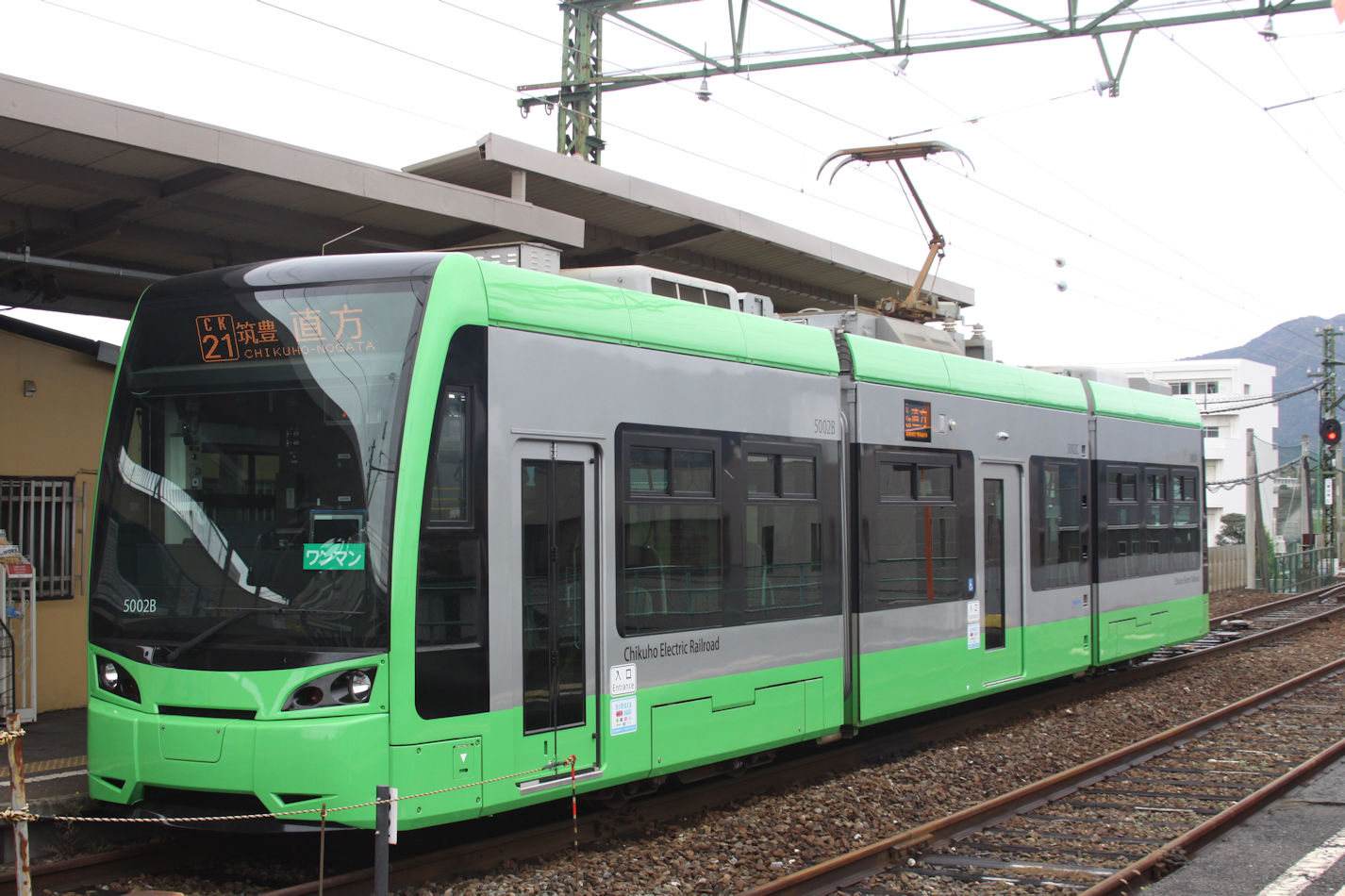
筑豐電氣鐵道 （路面電車車輛）

## 保存舊式路面電車的設施與公司
- 函館市企業局交通部（函館市電39号（日语：函館市交通局30形電車）（箱館高領號））
- 廣島電鐵（在開業時的彷製路面電車100形（日语：広島電鉄100形電車 (2代)）與被爆電車150形（日语：広島電鉄150形電車）、650形（日语：広島電鉄650形電車）、西日本各地車輛、日本國外製造的車輛均作動態保存）
- 土佐電交通（把外國製車輛作動態保存與把舊車修復）
- 長崎電氣軌道（600形（日语：長崎電気軌道600形電車）、160形（日语：長崎電気軌道160形電車））
- 博物館明治村（京都市電8號、15號）
- 梅小路公園（京都市電27號）

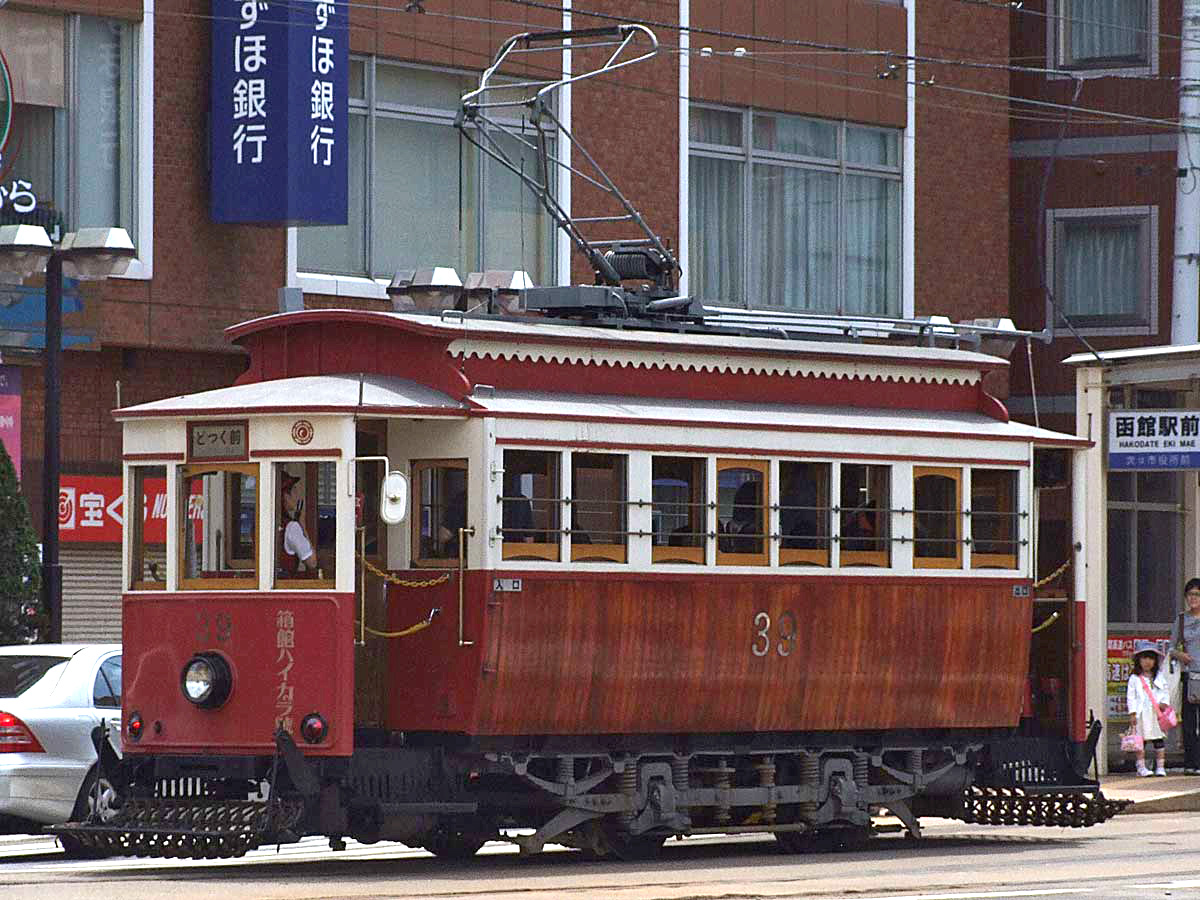
函館市電39號
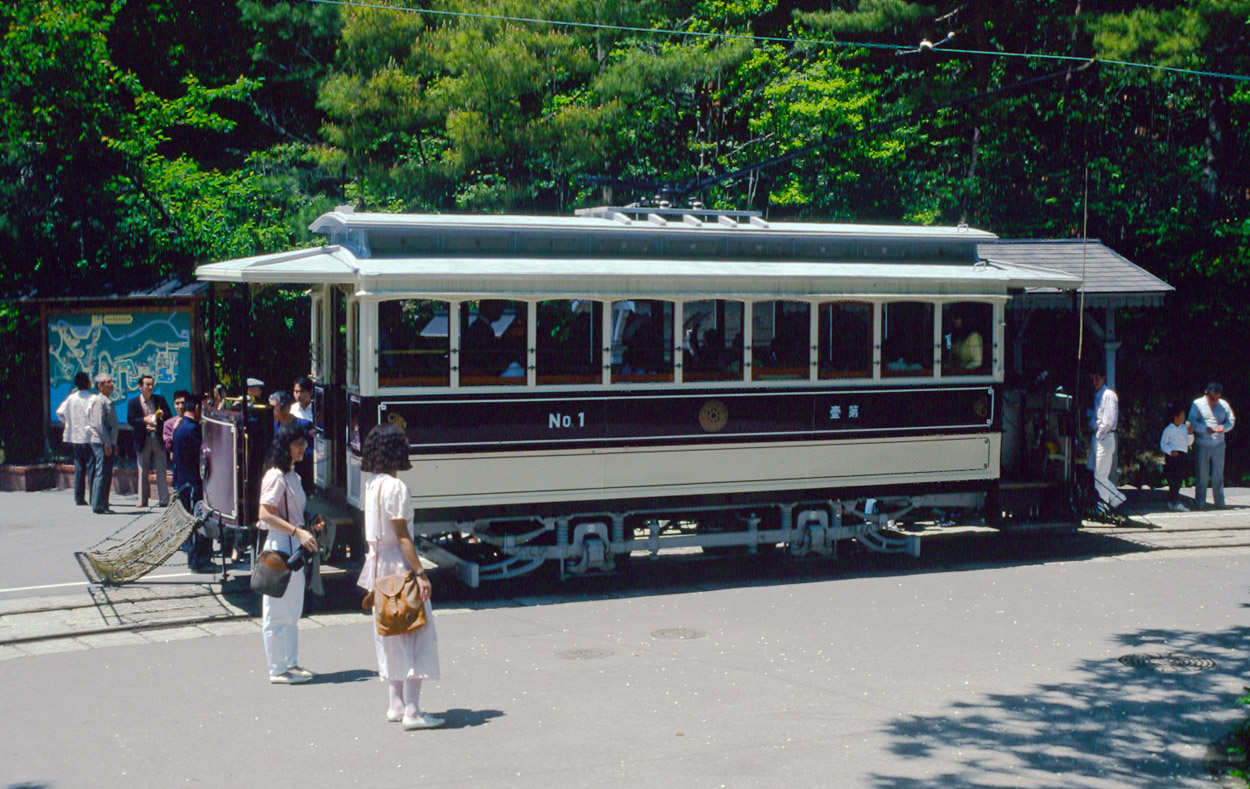
在博物館明治村保存的京都市電車輛
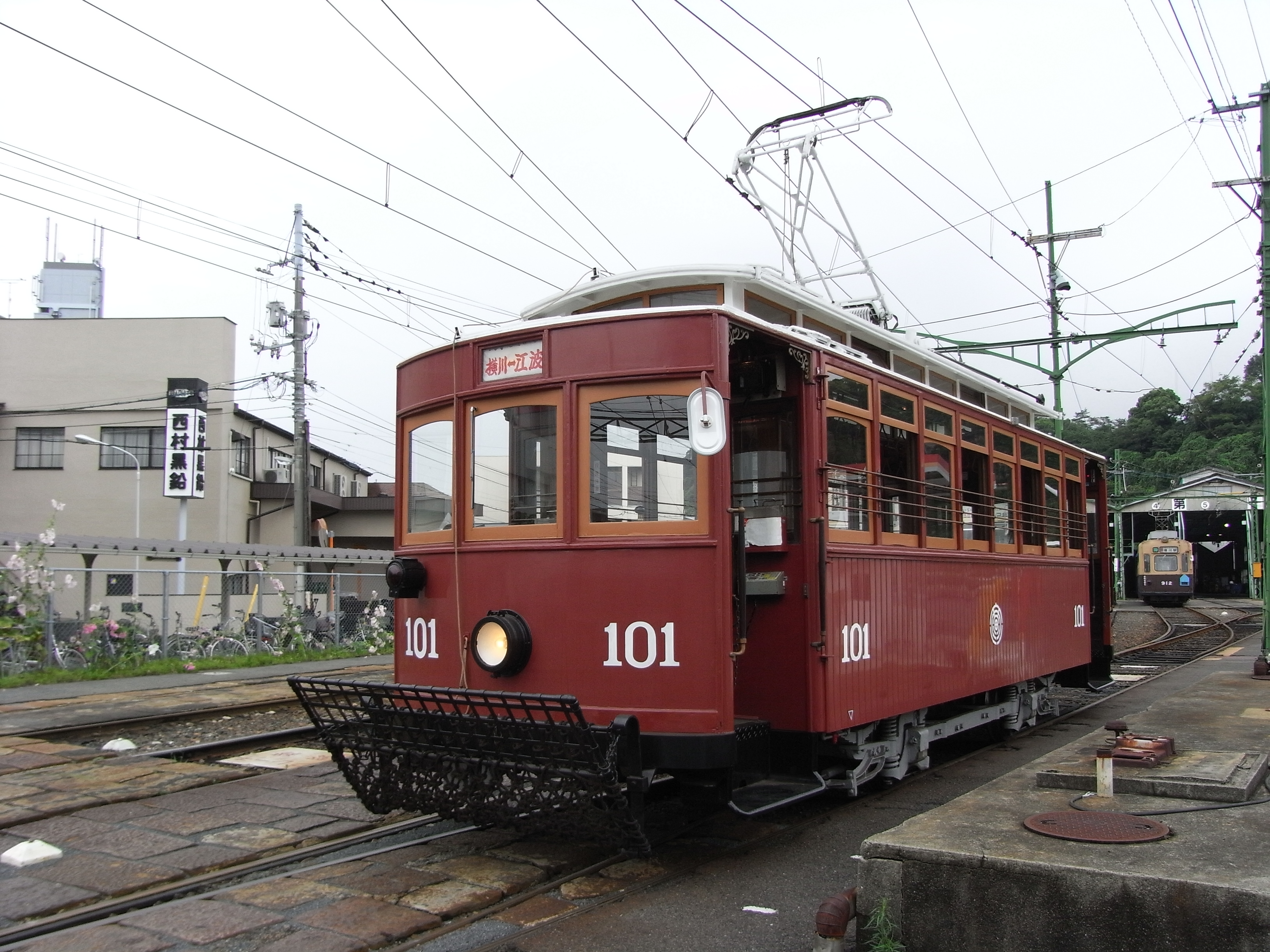
廣島電鐵100形

## 建设中路线
目前有2条路线正在进行建设，1条为延伸线，1条为新建线：
- 岡山電氣軌道東山本線

東山本線終端计划延伸至岡山站前广场内，延伸路線共0.1km，目前计划2025年完成，较原定推迟3年。
- 廣島電鐵站前大橋線

新建廣島電鐵站前大橋線，自廣島車站停留場至比治山下停留場，路線高架铺设，全长1.1km。同时廣島車站停留場引入廣島車站大楼内，廣電本線廣島車站停留場 - 的場町停留場間废止，在的場町停留場新建廣電本線与皆實線联络线。工程旨在缩短廣島電鐵与JR换乘时间，缩短广岛车站与市区所要时间，开行市区循环线。

## 曾經存在的路面電車

### 公營
- 秋田市電（日语：秋田市電）
- 仙台市電
- 川崎市電
- 橫濱市電
- 富山軌道線：
  - 部分废线：支線、吳羽線
  - 全部废线：東部線、宮下線、山室線
- 名古屋市電
- 京都市電
- 大阪市電
- 神戶市電
- 吳市電（日语：呉市電）

### 民營
- 旭川市街軌道（日语：旭川市街軌道）
- 旭川電氣軌道（東川線・東旭川線）
- 札幌溫泉電氣軌道（日语：札幌温泉電気軌道）
- 登別溫泉軌道（日语：登別温泉軌道）
- 大沼電鐵（日语：大沼電鉄）
- 花卷電鐵（日语：花巻電鉄）
- 松島電車（日语：松島電車）
- 福島交通（飯坂東線（日语：福島交通飯坂東線））
- 鹽原電車（日语：塩原電車）
- 茨城交通（水濱線（日语：茨城交通水浜線））
- 吾妻軌道（日语：吾妻軌道）
- 東武鐵道（高崎線・前橋線・伊香保線（日语：東武伊香保軌道線）・日光軌道線（日语：東武日光軌道線））
- 本庄電氣軌道（日语：本庄電気軌道）
- 常南電氣鐵道（日语：常南電気鉄道）
- 西武鐵道（大宮線（日语：西武大宮線））
- 成宗電氣軌道（日语：成宗電気軌道）
- 箱根登山鐵道（小田原市內線（日语：箱根登山鉄道小田原市内線））
- 新潟交通（日语：新潟交通）（電車線（日语：新潟交通電車線））
- 山梨交通（日语：山梨交通）（電車線（日语：山梨交通電車線））
- 松本電氣鐵道（淺間線（日语：松本電気鉄道浅間線））
- 上田溫泉電軌（青木線（日语：上田温泉電軌青木線）・西丸子線（日语：上田丸子電鉄西丸子線））
- 伊豆箱根鐵道（軌道線（日语：伊豆箱根鉄道軌道線））
- 靜岡鐵道（清水市內線（日语：静岡鉄道清水市内線）・靜岡市內線・秋葉線（日语：静岡鉄道秋葉線））
- 名古屋鐵道（岡崎市內線・起線・美濃町線・岐阜市內線・田神線）
- 岩村電氣軌道（日语：岩村電気軌道）
- 北陸鐵道（金澤市內線・金石線・松金線）
- 桑名電軌
- 三重交通（神都線（日语：三重交通神都線））
- 南海電氣鐵道（平野線（日语：南海平野線）・和歌山軌道線（日语：南海和歌山軌道線））
- 阪神電氣鐵道（北大阪線・國道線・甲子園線）
- 播電鐵道（日语：播電鉄道）
- 米子電車軌道（日语：米子電車軌道）
- 岩國電氣軌道（日语：岩国電気軌道）
- 山陽電氣軌道（日语：山陽電気軌道）
- 高松琴平電氣鐵道（市內線（日语：高松琴平電気鉄道市内線））
- 琴平參宮電鐵（日语：琴平参宮電鉄）
- 西日本鐵道（北九州線（日语：西鉄北九州線）・福岡市內線・大牟田市內線・福島線（日语：西鉄福島線））
- 門司築港（日语：門司築港）
- 筑後軌道（日语：筑後軌道）
- 佐賀電氣鐵道（日语：佐賀電気軌道）
- 肥前電氣鐵道（日语：肥前電気鉄道）
- 大分交通（別大線）
- 沖繩電氣（日语：沖縄電気）

## 注腳